# سد اونبونگ
سد اونبونگ (به لاتین: Unbong Dam) یک سد وزنی و نیروگاه برقابی در چین است که در Ji'an واقع شده‌است.